# Francofonia
Francofonia ist ein deutsch-französisch-niederländisches Filmdrama des russischen Regisseurs Alexander Sokurow aus dem Jahr 2015.

## Handlung
Der Film spielt während der deutschen Besetzung Frankreichs im Zweiten Weltkrieg. Jacques Jaujard, der damalige Direktor des Kunstmuseums Louvre in Paris, wurde vom deutschen Grafen Franziskus Wolff-Metternich mit dem sogenannten „Kunstschutz“ beauftragt, welcher die wichtigsten Gemälde und andere Kunstschätze Frankreichs vor den Auswirkungen des Kriegs bewahren sollte.

## Hintergrund
Francofonia ist eine Mischung aus Dokumentarfilm und Fiktion, dessen Entwicklungsphase insgesamt 18 Monate dauerte.
Der Film ist eine internationale Filmkollaboration mehrere Produktionsunternehmen. Aus Frankreich waren die Firmen Idéale Audience, Arte Cinema und der Louvre, aus Deutschland das Unternehmen zero one film und aus den Niederlanden N279 Entertainment an der Produktion beteiligt. Unterstützung erhielt der Film zudem durch den Eurimages-Fonds, das Centre national du cinéma et de l’image animée, das Medienboard Berlin-Brandenburg, die Film- und Medienstiftung NRW, die deutsche Filmförderungsanstalt, den Netherlands Fund for Film und die europäische MEDIA. Insgesamt kamen die Produzenten somit auf ein Budget von 1,8 Millionen Euro. Der Film wurde fast komplett im Innern des Louvres gedreht.
Francofonia feierte am 4. September 2015 Premiere bei den Filmfestspielen von Venedig. In Deutschland erschien er am 3. März 2016 in den Kinos.

## Kritik
Der Film erhielt von Kritikern positive Bewertungen, wobei vor allem Sokurows Regie gelobt wurde.
Auf der Website Rotten Tomatoes kommt der Film mit einer Durchschnittsbewertung von 7/10 und 61 gewerteten Kritiken auf eine Bewertung von 85 %. Das Fazit der Seite lautet: „Francofonia mag wohl die Geduld der Uneingeweihten strapazieren, jedoch werden Zuschauer, die eine wunderschöne Mischung aus Kunst und Krieg zu schätzen wissen, reichlich belohnt.“ Michael Meyns von Filmstarts vergab 4/5 Sternen und meinte in seinem Fazit: „Auch in diesem essayistischen Film über den Louvre bleibt sich der russische Regisseur Alexander Sokurov treu und entfaltet ein enorm vielschichtiges, gedankenreiches Geflecht aus Bezügen und Assoziationen.“

## Auszeichnungen
Internationale Filmfestspiele von Venedig 2015
- Auszeichnung mit dem Fondazione-Mimmo-Rotella-Preis
- Nominierung für den Goldenen Löwen